# Waikare (Nouvelle-Zélande)
Pour les articles homonymes, voir Waikare.

Waikare est une localité de la région du Northland, située dans l’île du Nord de la Nouvelle-Zélande.

## Situation
La rivière Waikare s’écoule à partir de la «forêt de Russell» et au-delà de la localité de Waikare et jusque dans la crique de «Waikare Inlet», qui se situe dans la Baie des îles  , .

## Population
La population est largement constituée de l’hapu de Te Kapotai et de l’iwi des Ngāti Raukawa (en) 

## Éducation
L’école de Te Kura o Waikare aussi appelée Waikare School, est un établissement mixte assurant le primaire, allant de l’année 1 à 8, avec un taux de décile de 1 et un effectif de 38 élèves.
C’est une école à caractère spécial (en) avec la langue maorie comme langue principale d'enseignement. 
Cette école a remplacé l’école antérieure Waikare School en 2004.